# Championica peruana
Championica peruana är en insektsart som först beskrevs av Max Beier 1933.  Championica peruana ingår i släktet Championica och familjen vårtbitare. Inga underarter finns listade i Catalogue of Life.